# Otary (rejon worotyński)
Otary (ros. Отары) – wieś (sieło) w Rosji, w obwodzie niżnonowogrodzkim, w rejonie worotyńskim. W 2010 liczyła 244 mieszkańców.